# Edith Steinkerk (Helmond)

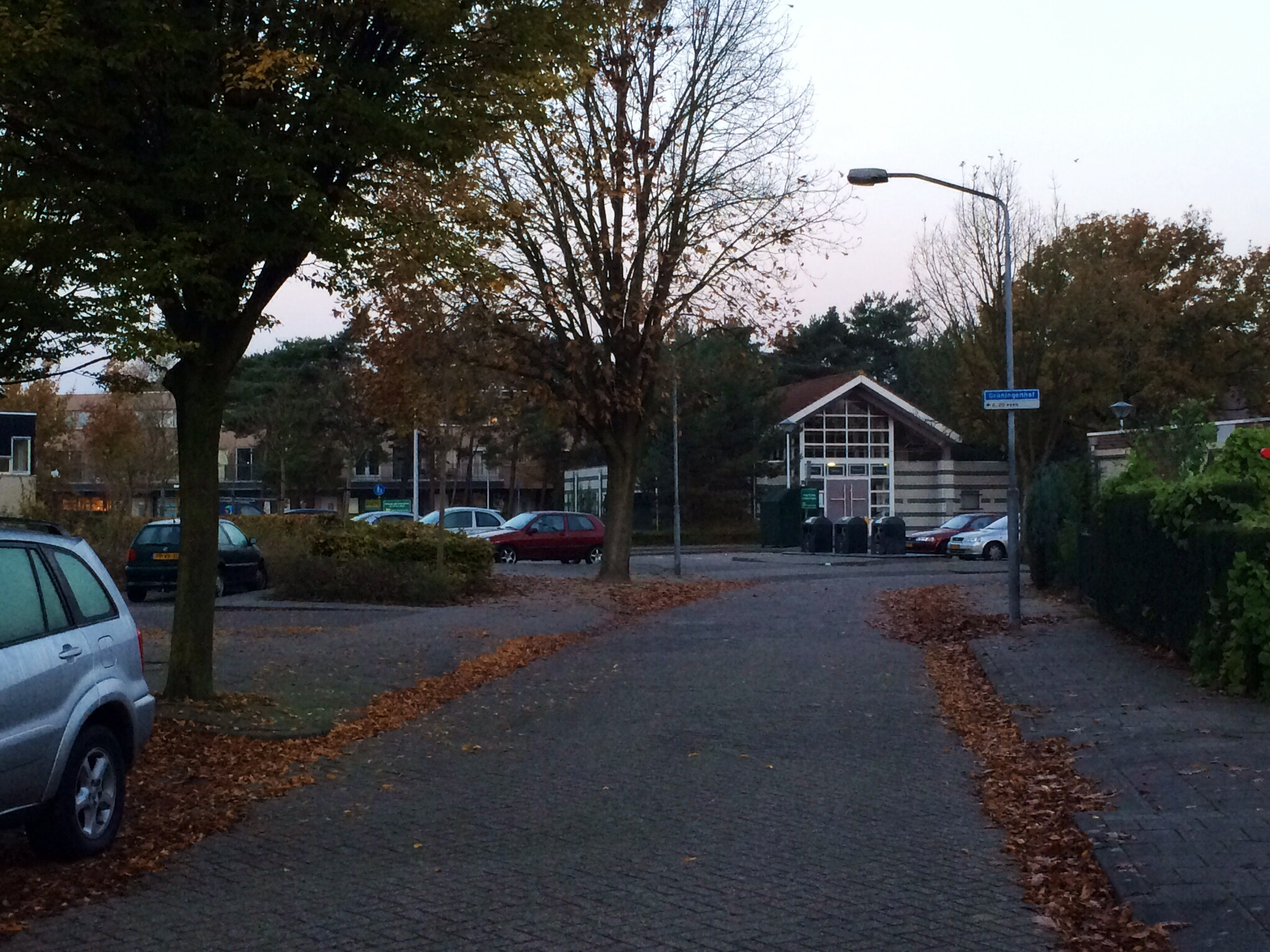
De Edith Steinkerk

De Edith Steinkerk is een rooms-katholieke kerk in de Helmondse wijk Rijpelberg, die zich bevindt aan Groningenhof 2. De kerk maakt deel uit van de Sint-Lambertusparochie.
De in 1991 ingewijde kerk werd ontworpen door de Tilburgse architect P.S. Hooper. Het is een betrekkelijk klein, sober uitgevoerd driebeukig gebouw onder zadeldak dat oogt als een noodkerk. De muren zijn uitgevoerd in witte baksteen, versierd met horizontale zwarte banden. Vóór het gebouw staat een in staal uitgevoerde klokkentoren.
Het kerkgebouw is opgedragen aan Edith Stein.